# Kurnia Jaya
Kurnia Jaya is een bestuurslaag in het regentschap Belitung Timur van de provincie Bangka-Belitung, Indonesië. Kurnia Jaya telt 5130 inwoners (volkstelling 2010).